# Krvije
Krvije (izvirno srbsko Крвије) je naselje v Srbiji, ki upravno spada pod Občino Petrovac na Mlavi; slednja pa je del Braničevskega upravnega okraja.

## Demografija
V naselju živi 390 polnoletnih prebivalcev, pri čemer je njihova povprečna starost 41,3 let (39,0 pri moških in 43,4 pri ženskah). Naselje ima 148 gospodinjstev, pri čemer je povprečno število članov na gospodinjstvo 3,37.
To naselje je, glede na rezultate popisa iz leta 2002, večinoma srbsko, a v času zadnjih treh popisov je opazno zmanjšanje števila prebivalcev.
|  |

| Demografija | Demografija     | Demografija     |
| Leto        | Št. prebivalcev | Št. prebivalcev |
| ----------- | --------------- | --------------- |
|             |                 |                 |
|             |                 |                 |
|             |                 |                 |
|             |                 |                 |
| 1948        | 923             |                 |
| 1953        | 921             |                 |
| 1961        | 950             |                 |
| 1971        | 853             |                 |
| 1981        | 858             |                 |
| 1991        | 803             | 623             |
| 2002        | 765             | 499             |
|             |                 |                 |

| Etnična sestava po popisu iz leta 2002 | Etnična sestava po popisu iz leta 2002 | Etnična sestava po popisu iz leta 2002 | Etnična sestava po popisu iz leta 2002 | Etnična sestava po popisu iz leta 2002 |
| -------------------------------------- | -------------------------------------- | -------------------------------------- | -------------------------------------- | -------------------------------------- |
| Srbi                                   | Srbi                                   |                                        | 495                                    | 99,19%                                 |
| Romuni                                 | Romuni                                 |                                        | 3                                      | 0,60%                                  |
| Neznano                                | Neznano                                |                                        | 1                                      | 0,20%                                  |